# 学校心理士認定運営機構
学校心理士認定運営機構（がっこうしんりしにんていうんえいきこう）とは、学校心理士の認定をする団体である。

## 所在地
- 東京都文京区本郷2-11-7

## 沿革
- 1997年（平成9年）：学校心理士の認定を日本教育心理学会が開始
- 1999年（平成11年）：日本教育心理学会と、日本特殊教育学会、日本発達障害学会、日本発達心理学会、日本LD学会の4団体、計5団体で「学校心理士資格に関する関連5学会連携の話し合いの会」が始まる
- 2002年（平成14年）：運営機構設立